# 1984 (película de 1956)
1984 es una película de 1956 de ficción distópica británica, dirigida por Michael Anderson y basada en la novela homónima del escritor George Orwell. Es la primera adaptación fílmica de dicha novela. Donald Pleasence también apareció en la versión para televisión filmada en 1954.

## Reparto
| Actor            | Personaje                                                    |
| ---------------- | ------------------------------------------------------------ |
| Edmond O'Brien   | Winston Smith                                                |
| Jan Sterling     | Julia del Partido Exterior                                   |
| Michael Redgrave | O'Connor del Partido Interior (llamado O'Brien en la novela) |
| Donald Pleasence | R. Parsons                                                   |